# Роберт Дорнбос
Роберт Дорнбос (на нидерландски: Robert Doornbos) е бивш пилот от Формула 1.
Роден на 23 септември 1981 година в Ротердам, Нидерландия.

## Формула 1
Роберт Дорнбос прави своя дебют във Формула 1 в Голямата награда на Германия през 2005 година. В световния шампионат записва 11 състезания като не успява да спечели точки.